# Madaje Nowe
Madaje Nowe [pronunciación en polaco: /maˈdajɛ ˈnɔvɛ/] es un pueblo ubicado en el distrito administrativo (gmina) de Lutomiersk, distrito de Pabianice, voivodato de Łódź (Polonia). Según el censo de 2011, tiene una población de 66 habitantes.
Está ubicado aproximadamente a 10 kilómetros al noroeste de Lutomiersk, a 27 kilómetros al noroeste de Pabianice y a 25 kilómetros al oeste de la capital regional, Lodz.